# 沈寿春
沈寿春（1909年—？），男，浙江萧山人，中国物理学家、光学家，曾任南开大学教授，中国光学学会副理事长。